# Comptosia australensis
Comptosia australensis är en tvåvingeart som först beskrevs av Ignaz Rudolph Schiner 1868.  Comptosia australensis ingår i släktet Comptosia och familjen svävflugor. Inga underarter finns listade i Catalogue of Life.